# Pronti a morire
Pronti a morire (The Quick and the Dead) è un film del 1995 diretto da Sam Raimi e interpretato da Sharon Stone e Gene Hackman.
Prodotto dalla Sony Pictures Entertainment con il marchio TriStar Pictures, è il primo film del regista con protagonisti due grandi star, realizzato con un budget molto più alto rispetto ai suoi lavori precedenti. Scritto da Simon Moore, è un western con un personaggio femminile come eroe principale, una trama che omaggia ampiamente il cinema di Sergio Leone, e una regia composta principalmente da effetti scenici e virtuosismi stilistici che hanno reso celebre Sam Raimi e i suoi horror. La Stone, oltre a interpretare la bella e letale protagonista è anche co-produttrice, e fanno parte del cast principale Leonardo Di Caprio e il non ancora famoso Russell Crowe, quest’ultimo al suo primo film statunitense. Dopo l’uscita nordamericana, Pronti a morire è stato presentato fuori concorso al 48º Festival di Cannes con recensioni non molto lusinghiere, e anche se l’esito al Box Office è stato tiepido sia in USA che all’estero, nel tempo ha goduto di una discreta rivalutazione da critica e pubblico grazie ai consistenti passaggi sul piccolo schermo. Il film è dedicato a Woody Strode, che interpreta il becchino, deceduto alcuni mesi prima dell’uscita.

## Trama
West, 1878. La bella pistolera Ellen arriva a Redemption, la cittadina in cui è nata, in cerca di John Herod, spietato capo locale che, quando lei era ancora una bambina, le fece uccidere il padre, allora sceriffo del luogo, per poi prendere il dominio assoluto su Redemption. L'uomo, al fine di liberarsi di tutti i nemici che si è fatto durante gli anni, indice periodicamente un torneo ad eliminazione diretta per eleggere il pistolero più veloce dello Stato, con un premio finale di 123.000 dollari. Herod partecipa ogni volta e fino ad ora nessuno è mai riuscito a batterlo. Ellen, venuta a conoscenza dell'imminente evento, decide d'iscriversi per vendicarsi.
Durante la sua permanenza a Redemption, la donna fa la conoscenza di altri abitanti, fra i quali un ragazzino cieco venditore ambulante, la figlia del proprietario dell'albergo che cerca in tutti i modi di fare amicizia con lei, l’anziano medico della città Doc Wallace che è l’unico a riconoscerla, Fee Herod, soprannominato Kid e figlio illegittimo di John, ed infine Cort, ex braccio destro di John Herod ed ex pistolero, che anni addietro si era fatto prete per espiare le proprie colpe, e che adesso è obbligato dal suo vecchio capo a partecipare alla gara.
Il torneo ha inizio, con i partecipanti più deboli che vengono eliminati subito. Nel passaggio dagli ottavi ai quarti di finale, Herod introduce l'obbligo di uccidere, per cui ogni duello dovrà concludersi con la morte di uno dei due contendenti. Alle semifinali rimangono Ellen, Kid, Cort e lo stesso Herod; quest'ultimo si scontra con il figlio, che aveva preso parte al torneo solo per cercare di ottenere dal padre un rispetto che non aveva mai avuto, e lo uccide non concedendogli in punto di morte nemmeno una stretta di mano, per poi rivelare ad Ellen che non c'è mai stata nessuna prova che testimoniasse la parentela tra i due. In seguito Ellen e Cort, diventati nel frattempo alleati ed amanti, sono costretti a sfidarsi, ma con la complicità del ragazzino cieco e di Doc Wallace simulano la morte della donna durante il loro duello.
Giunti allo scontro finale, mentre sta scoccando l'ora scelta dallo stesso Cort per l'incontro con Herod, varie esplosioni mettono a ferro e fuoco la città, sorprendendo lo spietato governatore. Quando l’uomo, caduto a terra a causa dell'onda d'urto, inizia a rendersi conto di cosa stia succedendo, spunta Ellen dalle macerie, che lo invita a sfidarsi con lei rivelandogli la sua vera identità. In quel momento lei ricorda cosa è successo al padre: quand'era ancora una bambina Herod appese il genitore a una trave per impiccarlo, e le offrì la possibilità di liberarlo usando una pistola per sparare alla corda; purtroppo Ellen mancò il bersaglio, colpendo il padre alla fronte e uccidendolo. Herod accetta la sfida ed Ellen, più lucida e veloce, lo uccide, riuscendo finalmente a vendicarsi e liberando i cittadini di Redemption da anni di dispotismo. A prendere il posto di sceriffo è Cort, mentre Ellen lascia la città distrutta in sella al suo cavallo.

## Personaggi
Al torneo partecipano 16 pistoleri; i principali sono:
- Ellen, interpretata da Sharon Stone e soprannominata la "Signora": unica partecipante di sesso femminile, è una pistolera molto abile. Quand'era ancora una bambina John Herod appese suo padre ad una trave per impiccarlo e le offrì la possibilità di liberarlo usando una pistola per sparare alla corda; purtroppo la ragazzina mancò il bersaglio, colpendo il padre alla fronte e uccidendolo. Ellen vuole a tutti i costi la vendetta, e riesce a trovare un alleato in Cort, diventandone l'amante.
- John Herod: un fuorilegge leggendario che, nonostante l'età, è ancora il pistolero più veloce del West. È il padrone indiscusso della città di Redemption, che comanda grazie ai suoi mercenari. Anche lui ha un passato tragico: suo padre infatti era un giudice e lo costringeva a guardar impiccare i criminali condannati. Herod è interpretato da Gene Hackman.
- Cort: ex braccio destro di Herod, interpretato dall’attore australiano Russell Crowe al suo esordio in una produzione hollywoodiana. Cort, diversi anni prima degli eventi del film, ha abbandonato la sua carriera di pistolero per farsi prete. Desideroso di misurarsi con il suo vecchio allievo, Herod lo fa catturare dai suoi scagnozzi costringendolo a partecipare al torneo. È l'unico di cui il despota di Redemption abbia realmente paura poiché, oltre forse a lui, è senza dubbio il migliore tra i partecipanti.
- Fee "The Kid" Herod: figlio illegittimo di John, si guadagna da vivere come armaiolo della città. Spavaldo e donnaiolo, è tra i migliori pistoleri del torneo, a cui partecipa per ottenere il rispetto del padre. Kid è interpretato dal giovane Leonardo Di Caprio, che un paio di anni dopo diventerà una grande star con Titanic.
- Ace Hanlon: pistolero da fiera, racconta mirabolanti imprese in gran parte false. Molto scenografico e relativamente poco abile, Herod lo sfida immediatamente, conscio di quanto sia bugiardo dato che Ace si vanta anche di un'impresa compiuta da lui. Prima lo umilia ferendolo ad entrambe le mani (spazzando via con un colpo il pollice destro e con un altro trapassandogli il palmo della sinistra), poi lo uccide con estrema facilità. Infine gli "avvoltoi" ne spogliano il cadavere, lasciandogli addosso solo la calzamaglia. Ace è interpretato dal noto attore Lance Henriksen.
- Scars: impersonato dal caratterista Mark Boone Junior, è un pluri-omicida evaso, con una vistosa cicatrice sul volto e i modi estremamente violenti, verrà ucciso da Kid nei quarti di finale.
- Sergente Clay Cantrell: ex soldato dell'Unione durante la Guerra Civile diventato in seguito un assassino a pagamento, viene assunto dai cittadini di Redemption per fare fuori Herod ma verrà ucciso proprio da quest’ultimo con un colpo allo stomaco ed uno alla testa. È un uomo di colore molto elegante e dai modi cortesi, e sembra godere di un certo rispetto da parte di Herod, ma allo stesso tempo si dimostra freddo e distaccato nei confronti dei cittadini, ai quali dice chiaramente che per lui l'uccisione di Herod è solo una questione di soldi. Ottimo pistolero, ma non tanto da poter competere con il velocissimo fuorilegge, ha il volto di Keith David, attore caro a John Carpenter.
- Eugene Dred: interpretato da Kevin Conway, è il braccio destro di Herod. Uomo dai modi e dall'apparenza sgradevoli, durante il torneo abuserà della giovanissima figlia del proprietario del saloon, suscitando l'ira di Ellen che, nel corso di un selvaggio duello sotto la pioggia, dapprima lo castrerà e poi lo ferirà al braccio. Dopo una iniziale ritrosia di infierire ulteriormente, Ellen sarà costretta ad ucciderlo per autodifesa e gli "avvoltoi" si impossesseranno dei numerosi denti d'oro dell'uomo. Pur essendo stato un duello fuori programma, Herod lo considererà valido dato che i due avrebbero dovuto regolarmente scontrarsi al termine del temporale, e dichiarerà il passaggio della "Signora" al turno successivo.
- Cavallo Pezzato: imponente pistolero Sioux, ha la fama di essere “impossibile da uccidere”. Nel tempo, quattordici pallottole hanno lasciato su di lui le cicatrici di cui fa sfoggio, vantandosene. Cort lo affronta ai quarti di finale ferendolo seriamente, ma Cavallo Pezzato sopravvive cercando di sparargli, quindi il pistolero-prete è costretto ad ucciderlo colpendolo alla testa. Il personaggio è interpretato dal vero Indiano d’America Jonothon Gill.
- Kelly: impersonato dalla futura star di Saw - L'enigmista, Tobin Bell, è il primo sfidante di Ellen. L’uomo è intenzionato a vendicarsi poiché quest'ultima lo aveva precedentemente colpito ed incatenato alla ruota di un carro, ma viene facilmente battuto dalla protagonista.
- Gutzon: si proclama campione svedese di duelli, titolo che tuttavia nessuno prende seriamente. Viene ferito al primo turno da Kid ed eliminato. Il personaggio è interpretato dall’attore ed ex bodybuilder danese Sven-Ole Thorsen.
- Foy: che nel film ha il volto di Lennie Loftin, è uno dei tirapiedi di Herod, e se ne va in giro accompagnato dai cinque figli. Sfiderà Cort nel primo turno del torneo ma verrà da questi ferito ad un braccio, e quindi eliminato.

Degli altri quattro partecipanti a malapena visibili in volto (Simp, Sparks, Red e Montoya), vengono mostrate con delle brevissime inquadrature solo le repentine sconfitte, tutte al primo turno, rispettivamente da parte di Dred, Cantrell, Scars e Cavallo Pezzato.

## Produzione
Il film è stato girato in Arizona dal 21 novembre 1993 al 27 febbraio 1994.
Sharon Stone, protagonista e co-produttrice del film, all’epoca all’apice della fama, ha voluto Sam Raimi alla regia perché ha adorato L'armata delle tenebre. L’attrice ha imposto alla produzione Russell Crowe per il ruolo di Cort, preferendolo al più noto Liam Neeson, e ha pagato di tasca sua il giovane Leonardo Di Caprio pur di averlo nel film. Inoltre, ha fatto tagliare le scene di sesso per la versione nordamericana.
Bruce Campbell, l’attore feticcio di Sam Raimi, interpretava un ruolo nel film ma le sue scene sono state tagliate al montaggio. Il suo nome è comunque rimasto accreditato tra gli attori nei titoli di coda.
Nel film appaiono brevemente i registi di cinema horror Scott Spiegel e Mick Garris.
Il regista John Sayles, senza essere accreditato nei titoli, ha revisionato la sceneggiatura.

## Accoglienza

### Incassi
Il film è stato distribuito nelle sale americane il 10 febbraio 1995 in 2 158 schermi cinematografici. Nonostante la seconda posizione al box office nel weekend di apertura, Pronti a morire ha incassato in patria solo 18 636 537 dollari, e a livello internazionale altri 28 000 000, totalizzando un incasso finale di quasi 47 000 000 di dollari a fronte di un budget da 35 milioni. La pellicola, dopo la sua partecipazione al festival di Cannes, è uscita nei cinema italiani il primo giugno del 1995, piazzandosi solo al settantunesimo posto nella classifica della stagione cinematografica 1994-1995.

### Critica
“Si tratta di una parodia offerta da Sam Raimi di un western all'italiana” (La Stampa) . 
“Film che nella sua realizzazione «vola basso»” (Il Morandini) . 
“Un'idea di fondo buona che tuttavia si perde nel corso della storia, fornendo al pubblico un finale prevedibile” (Il Farinotti) .

## Riconoscimenti
- 1996 – Candidatura ai Saturn Award per la miglior attrice a Sharon Stone